# L’Alqueria d’Asnar
L’Alqueria d’Asnar (spanyolul, Alquería de Aznar) község Spanyolországban, Alicante tartományban. Lakosainak száma 519 fő (2024). L’Alqueria d’Asnar Cocentaina és Muro de Alcoy községekkel határos.

## Népesség
A település lakosságának változását az alábbi diagram mutatja:
| Lakosok száma | 432  | 410  | 453  | 508  | 508  | 527  | 517  | 493  | 498  | 519  |
|               | 2001 | 2004 | 2006 | 2009 | 2011 | 2014 | 2016 | 2019 | 2021 | 2024 |